# Rote Röhrenspinne
Die Rote Röhrenspinne (Eresus kollari), vor 2008 als Eresus cinnaberinus bzw. Eresus niger bezeichnet, ist eine Webspinne aus der Familie der Röhrenspinnen (Eresidae) und die bekannteste Art dieser Familie. Wie andere Arten, die einst zum aufgelösten Artenkomplex Eresus cinnaberinus zählten, wird sie auch gelegentlich als Zinnoberrote Röhrenspinne bezeichnet.

## Merkmale

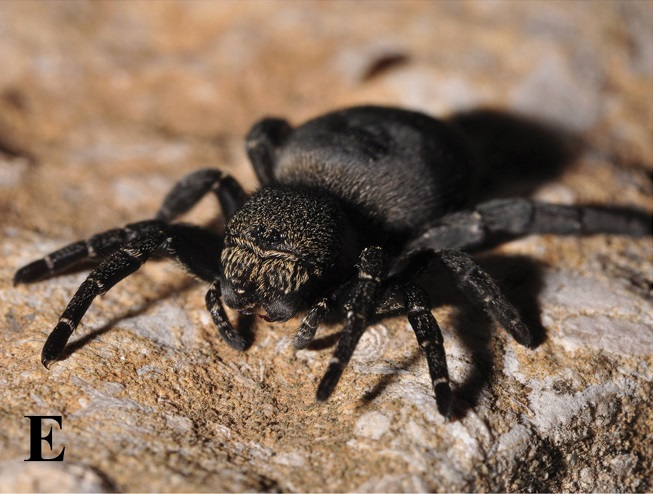
Weibchen

Männliche Tiere werden zwischen 8 und 11 Millimeter groß, Weibchen erreichen Größen von 10 bis 16 (im Süden bis zu 20) Millimeter.
Der Vorderkörper des Männchens ist schwarz behaart mit vereinzelten weißen Haaren und einem roten Saum an den hinteren Seitenrändern. Der Hinterkörper ist scharlachrot. In seiner Mitte befinden sich vier runde, schwarze Flecken, die weiß umsäumt sein können. Die Hinterleibsseiten sind meistens schwarz. Vereinzelte weiße Haare können hinzukommen. Die beiden vorderen Beinpaare sind schwarz-weiß geringelt. Die beiden hinteren Paare sind schwarz mit mehr oder weniger starker roter Behaarung.
Bei den Weibchen ist der gesamte Körper schwarz behaart mit einzelnen weißen Haaren. Der Stirnbereich und der obere Teil der Cheliceren ist meist gelb behaart. Bei bestimmten Populationen kann diese gelbe Behaarung sehr dicht und intensiv sein.

## Verbreitung und Lebensraum

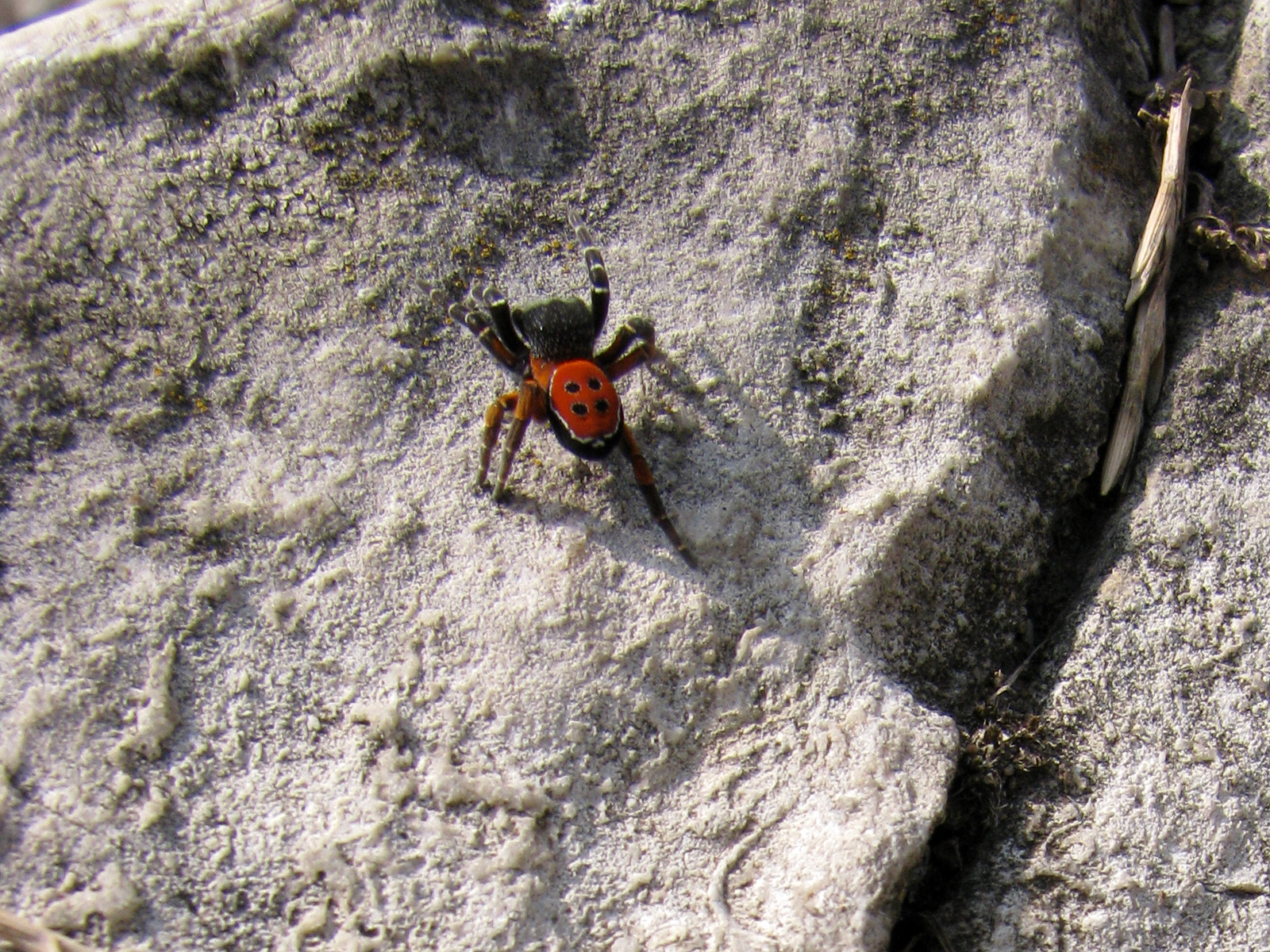
Männchen in Mähren (Tschechien)

Das Verbreitungsgebiet der Roten Röhrenspinne befindet sich in Mittel- und Südeuropa. In Deutschland ist sie z. B. im Rheintal, im Nahetal, in der Lüneburger Heide, in Thüringen und in Brandenburg zu finden, in der Schweiz vor allem im Wallis. Sie lebt bevorzugt an sonnigen, trockenen Stellen (z. B. warme Berghänge). Häufig ist sie dort anzutreffen, wo fast vegetationsfreie Stellen an Gebüschränder angrenzen und dadurch windgeschützte, der Sonne ausgesetzte Nischen entstehen.

## Lebensweise

### Netz
Die Rote Röhrenspinne lebt in einer fünf bis zehn Zentimeter tiefen, schräg in den Erdboden hinabführenden Röhre. Diese Röhre erreicht einen Durchmesser von zirka einem Zentimeter und ist mit Gespinst ausgekleidet. Der obere Rand des Gewebes erweitert sich zu einer bis zu zehn Zentimeter großen, festen Gespinstdecke, die dicht über dem Boden ausgespannt ist. Nach vorn läuft die Decke in einzelne, mit Cribellumwolle überzogene Fangfäden aus. Getarnt wird dieses Gespinst mit Moos und Gräsern. Gelegentlich befinden sich bis zu zehn Netze auf einem Quadratmeter.

### Nahrung
Häufig findet man am Netzrand eingewobene Reste von Beutetieren. Darunter befinden sich Teile von Tausendfüßern und verschiedenen Käfern wie beispielsweise Mistkäfern, Sandlaufkäfern und Vertretern anderer Familien.

### Fortpflanzung
Die Tiere werden erst nach drei bis vier Jahren geschlechtsreif. Reife Männchen gibt es hauptsächlich im August und September. Bei warmem, sonnigem Wetter laufen sie scheinbar ziellos umher und treffen eher zufällig auf das Netz eines Weibchens. Die Verständigung klappt problemlos und das Männchen zieht beim Weibchen ein. Es lebt in der Folge mit ihm zusammen und frisst gemeinsam mit dem Weibchen an der im Netz gefangenen Beute. Von Zeit zu Zeit finden Paarungen statt. Hierzu kriecht das Männchen nahezu ohne Formalitäten unter das Weibchen und führt seinen Taster ein.
Einige Wochen darauf verschließt das Weibchen sein Gespinst zu einem geräumigen, linsenförmigen Kokon. Hier erfolgt die Eiablage. Nach dem Schlüpfen versammeln sich die Jungtiere vor dem Mund der Mutter und werden mit vorverdauter Nahrung gefüttert. Durch die große Produktionsmenge von Verdauungsenzymen scheint sich die Mutter allmählich selbst in Nahrungsbrei zu verwandeln. Nach wenigen Tagen stirbt sie. Die Jungtiere besteigen nun den toten Körper und beginnen ihn auszusaugen.
Die jungen Spinnen überwintern im mütterlichen Gespinst. Danach zerstreuen sie sich und bauen in unmittelbarer Nähe ihre eigenen Netze. Dadurch erklärt sich auch das eng benachbarte Auftreten solcher Gespinste.

## Unterarten
Wegen ihres weiten Verbreitungsgebiets haben sich in verschiedenen geographischen Räumen Unterarten herausgebildet. Der World Spider Catalog listet aktuell 5 Unterarten. (Stand: Mai 2016)
- Eresus kollari kollari Rossi, 1846
- Eresus kollari frontalis Latreille, 1819
- Eresus kollari ignicomus Simon, 1914
- Eresus kollari latefasciatus Simon, 1911
- Eresus kollari tricolor Simon, 1873

## Taxonomie
Die Rote Röhrenspinne wurde 1787 von Vincenzo Petagna als Araneus niger beschrieben, was übersetzt Schwarze Spinne bedeutet. Diese Benennung ist auf die fast komplett schwarze Färbung des Weibchens zurückzuführen. Da unter dem Namen Araneus niger auch andere Spinnen beschrieben worden waren, wurde ab Mitte der 1990er Jahre der 1789 von Guillaume-Antoine Olivier eingeführte Name Eresus cinnaberinus verwendet. Später stellte sich jedoch heraus, dass Eresus cinnaberinus im mitteleuropäischen Raum einen Artenkomplex mit mehreren ähnlichen Arten darstellt. Nachdem aus dieser äußerlich schwer zu unterscheidenden Artengruppe 1995 und 2008 die Arten Eresus sandaliatus bzw. Eresus moravicus ausgegliedert worden waren, konnte der Name Eresus cinnaberinus nicht mehr weiter verwendet werden, da nicht klar war, auf welche der Arten er sich ursprünglich bezog. Die neben Eresus sandaliatus und Eresus moravicus verbleibende Gruppe wurde Eresus kollari genannt. Die deutsche Bezeichnung Rote Röhrenspinne ging auf diese weit verbreitete europäische Art über. Molekulargenetische Untersuchungen stützen jedoch die Annahme, dass weitere kryptische Arten innerhalb dieser Gruppe verborgen sein könnten.

## Gefährdung
Auf der Roten Liste von Deutschland und Polen gilt Eresus kollari als stark gefährdet und gesetzlich geschützt.

## Natürliche Feinde
Die Wegwespen der Art Eoferreola rhombica erbeuten insbesondere Rote Röhrenspinnen als Proviant für ihren Nachwuchs.

## Galerie

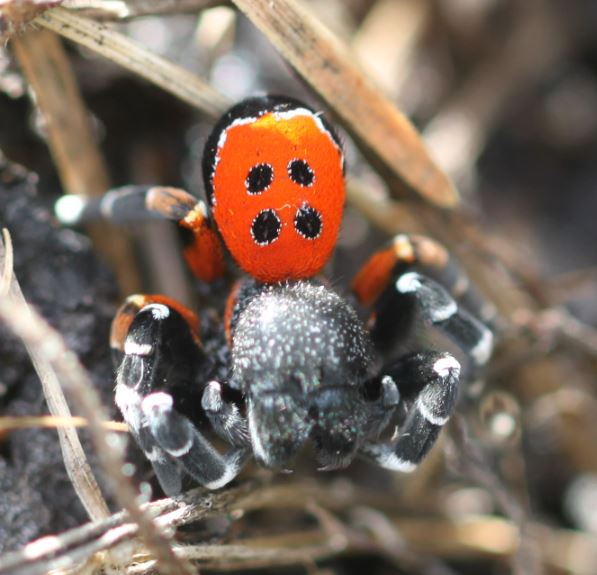
Dorsalansicht eines sich verteidigenden Männchens mit erhobenem Opisthosoma
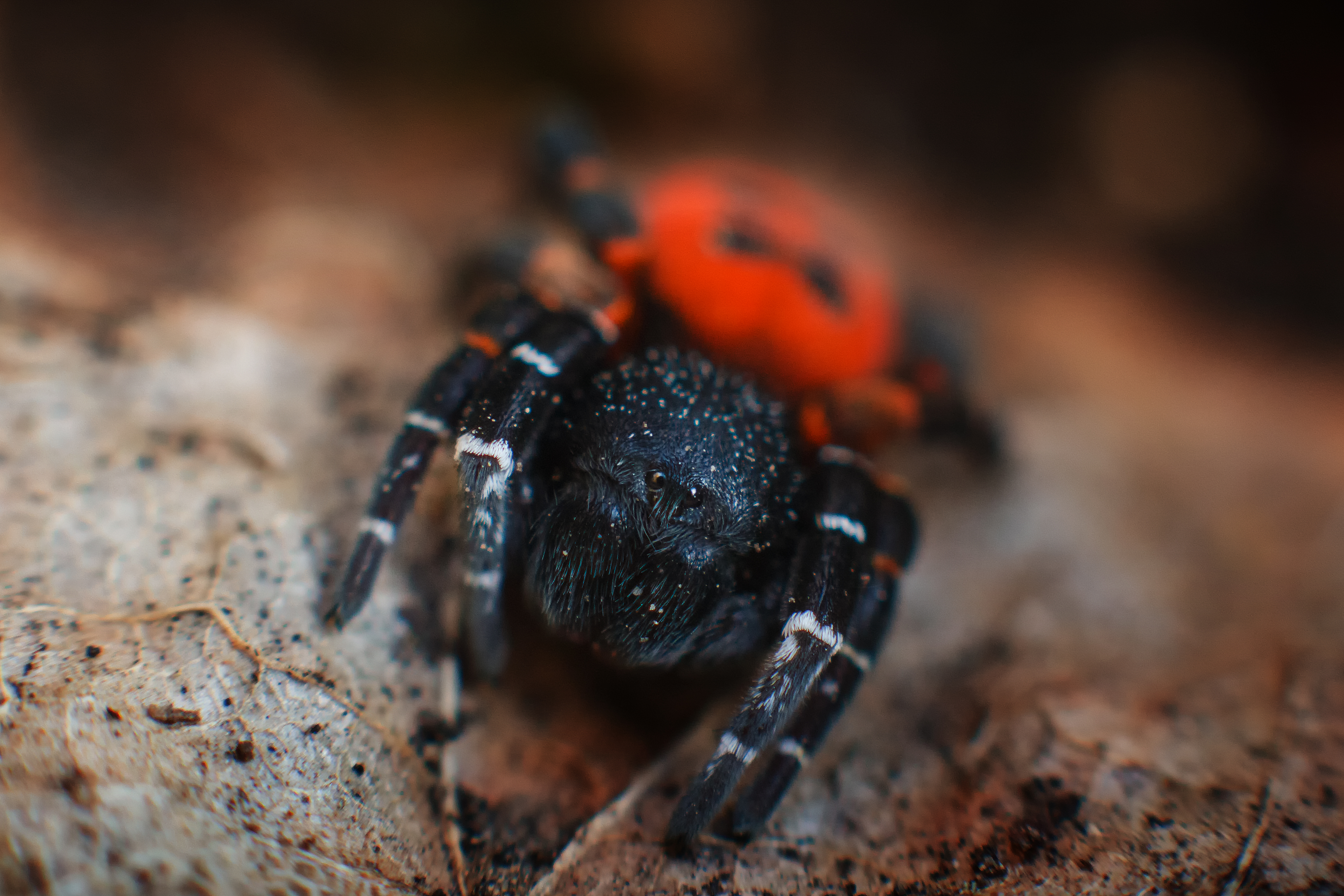
Frontalansicht eines Männchens
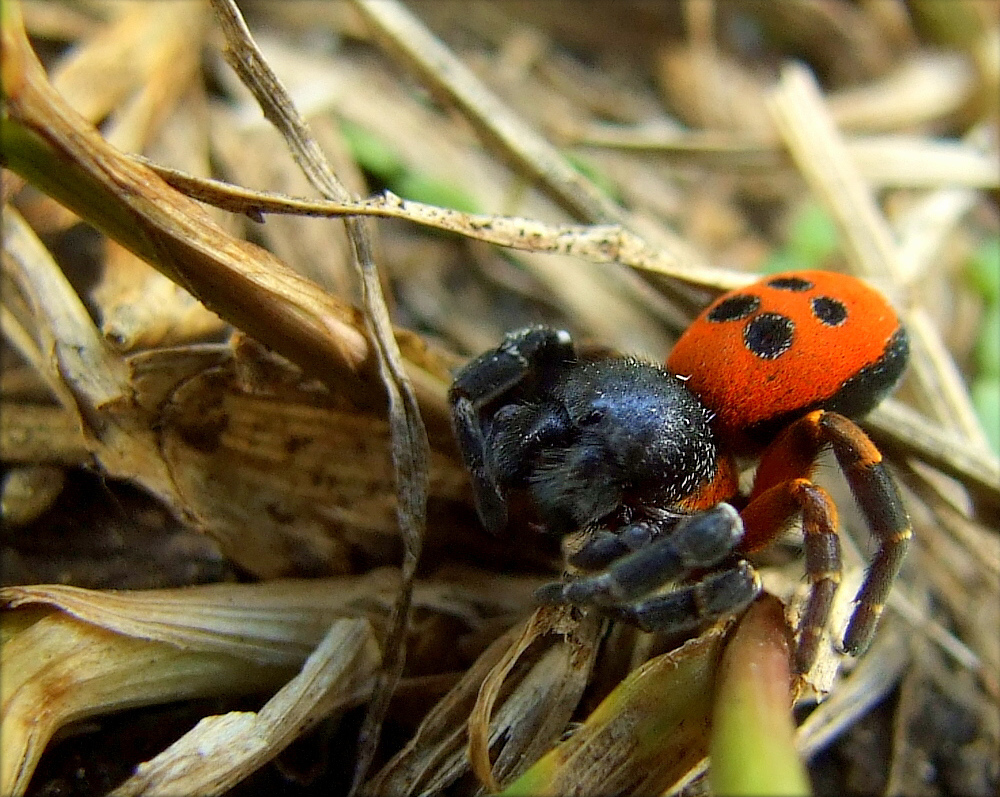
Lateralansicht eines Männchens
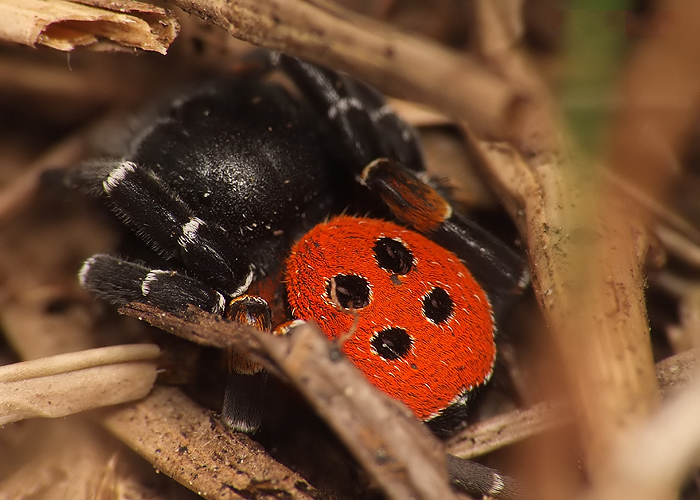
Rückansicht eines Männchens
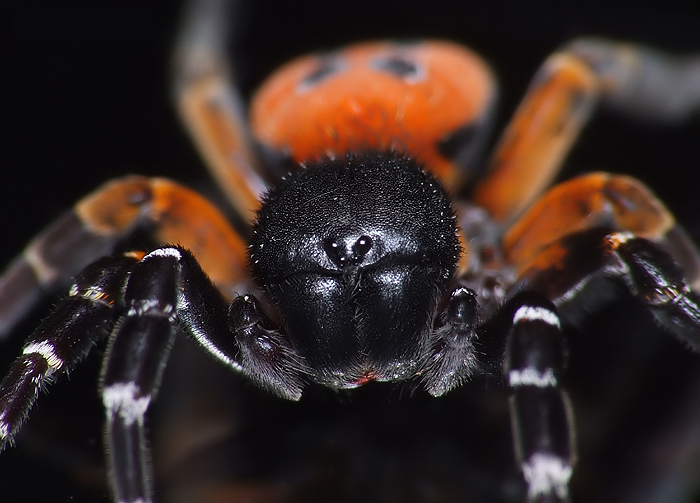
Detailansicht eines Männchens
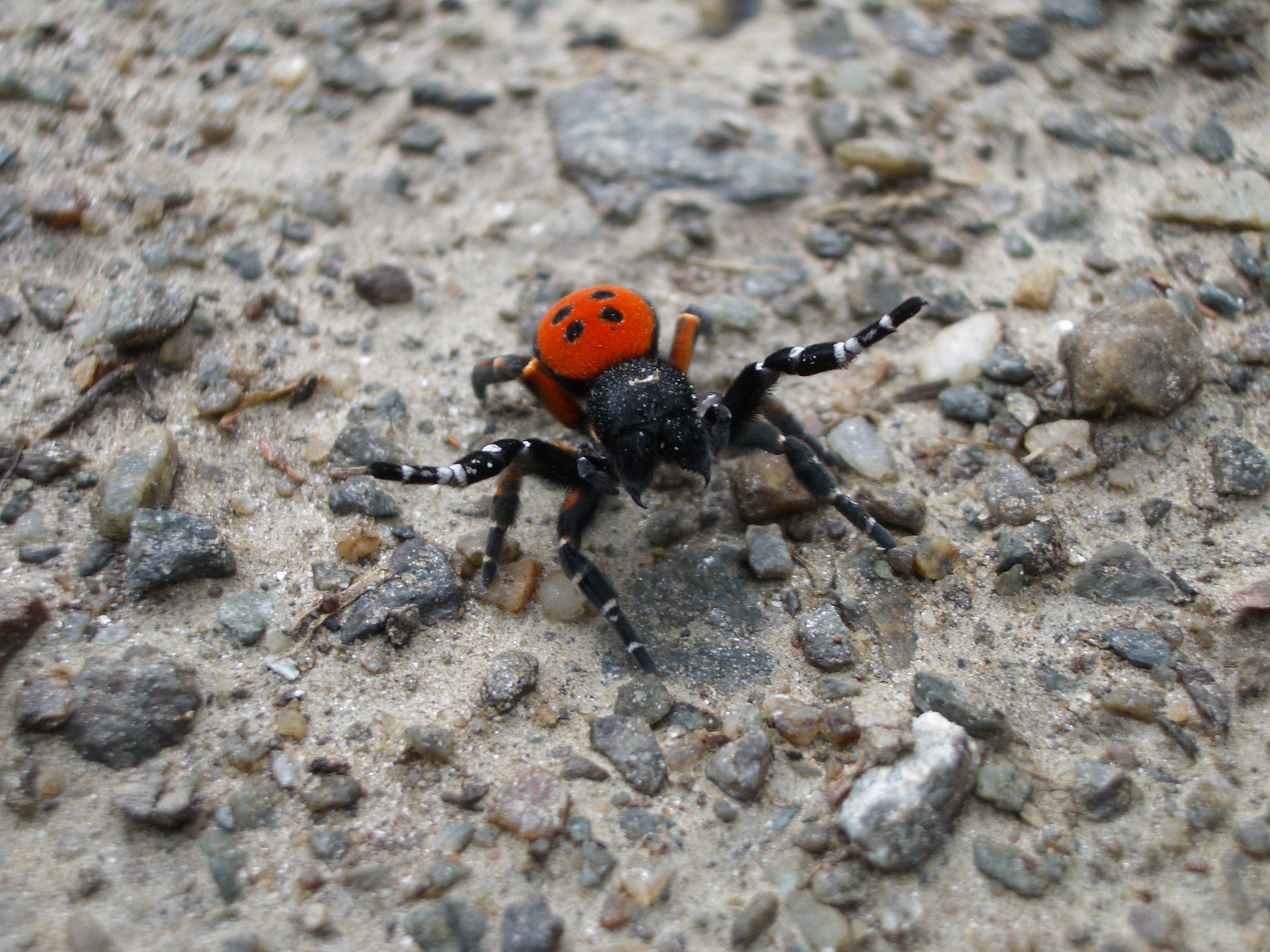
Drohendes Männchen
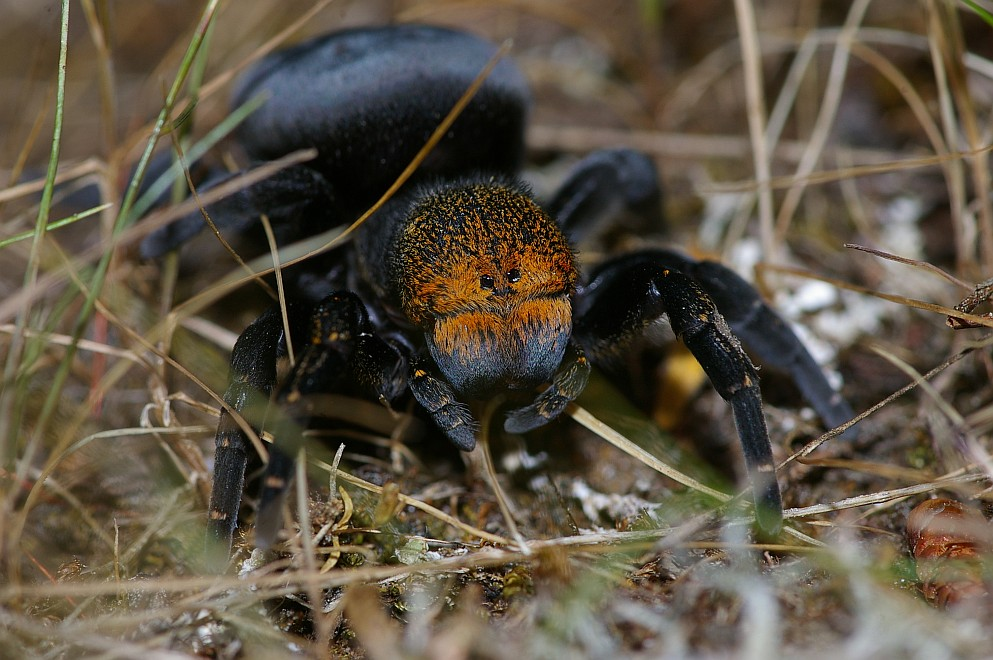
Weibchen der Unterart E. k. ignicomis